# Bartramia perpumila
Bartramia perpumila är en bladmossart som beskrevs av C. Müller 1882. Bartramia perpumila ingår i släktet äppelmossor, och familjen Bartramiaceae. Inga underarter finns listade i Catalogue of Life.